# ヴァイスクロイツ
『ヴァイスクロイツ』（Weiß kreuz）は、ドラマCD、漫画、アニメなどで展開したメディアミックス作品および4人組で構成された声優ユニットの名称である。漫画家のつちやきょうこにより声優4人をイメージして創られたキャラクターを軸に作品世界を構築。コミック（『月刊ウィングス』連載）や小説（『アニメージュ』連載）なども行い、ユニットと作品の両面から展開していき、アニメーション展開を行った。アニメ第1期放送当時には、ユニットの楽曲を使ったアニメーションによるビデオクリップも制作された。

## 概要
原案は声優の子安武人。まずメインになる声優を集め、ユニットを結成。当初は「キャットピープル」という名前だった。ヴァイスや彼らに関わる上層部のコードネーム、花屋の名前は初期設定の名残である。メンバーである声優の性格やイメージから作品のキャラクターやストーリーを考案するという当時としては斬新なアプローチが功を奏し、ユニット「ヴァイス」はラジオやライブなどで活躍したり写真集を出すなど、キャラクター同様に女性を中心に人気を博した。このアプローチゆえ、「4人が作品の登場人物のモデル」「借りている役では決してないし、返す必要もない」と子安は言う。現在、ユニットは「充電」と称した無期限の活動休止中である。
また、子安が演じるアヤの過去を題材にした、『クラッシャーズ Knight & Ran』というドラマCDシリーズが存在する。
ライブでバックバンドを務めた「MIND DIVE（マインドダイブ）」のメンバーの中に、「キンモクセイ」として活動した白井雄介と張替智広がいる。

## 来歴
- 1997年：プロジェクト始動。ラジオ、CDドラマ、月刊ウィングス（新書館）で漫画連載開始。作画はつちやきょうこ。
- 1998年：アニメ放送開始。制作面のトラブル[4]により、つちやきょうこがプロジェクトメンバーから脱退。ユニットヴァイス解散。
- 1999年：OVA発売。
- 2001年：ユニット「Weiß」復活。
- 2002年：『ヴァイスクロイツ グリーエン』放送。
- 2003年〜2007年：コミックZERO-SUMで『Weiß Side B』として漫画連載。作画は大峰ショウコ。

## ストーリー
アヤ・ヨージ・ケン・オミの4人は、花屋"子猫の住む家"の店員という顔の他に、謎の司令官ペルシャの命を受け、法では裁けない悪人たちを人知れず葬っていく闇の仕事人"Weiß（ヴァイス）"というもうひとつの顔を持っていた。様々な手段を使い、法の手から逃れる犯罪者を独断で処刑する闇の組織「Weiß（ヴァイス）」。そこに所属する4人の男達。彼らは皆、過去に大きな傷を負っていた。自分の過去と向き合い、そして「人殺し」としての運命に翻弄されながら、やがて彼らはエスツェットとよばれる組織との戦いに巻き込まれていくのだった。

## 登場キャラクター

### メインキャラクター
暗殺集団・ヴァイス。「ヴァイス」はドイツ語で「白」の意。クリティカァに籍を置く調査員の中でも特に優秀な者で結成される。このメンバーは3代目で、表向きは花屋の店員。それぞれに女子高生を中心としたファンがついており、「花屋に4人揃っているのを見かけるといいことがある」と噂になっている。
当初は花屋の裏手に隣接するアパートにそれぞれ部屋を与えられて住んでいたが、OVA以降はトレーラーを使った移動花屋として生活している。『グリーエン』時に、新たなアジトを定め、再び「子猫の住む家」と名づけている。年齢はアニメ第1期の頃。
OVAでは冬の東北が舞台だったため「ヴァイス」の衣装が変更された。また、アニメ第2期では衣装のどこかに赤い十字架をあしらっている。
アヤ・ケン・ヨージの一人称は「オレ」で、オミの一人称は「ぼく」である。
アヤ
声 - 子安武人
本作の主人公。本名は藤宮蘭（ふじみや らん）。7月4日生まれで20歳前後。血液型はA型。身長178cm。趣味は読書。好きなものはお金で、嫌いなものは権力者。
耳の前の一房を長く伸ばした赤い髪（アニメ第2期では茶色に近くなり、第10話まで後ろ髪を長く伸ばして三つ編みにしている）と藤色の瞳が特徴の、「笑顔を捨てた男」。普段は冷静沈着で、どんなことに対しても決して熱くならないが、妹が関わると感情的になることがある。金のためならどんな危険な仕事も引き受ける。
黙っていれば見た目の良さに女が寄ってくるが、冷めた口調であしらっている。花屋の表家業も淡々とこなす。白いポルシェ928を所有しており、たびたび運転している描写がある。
家族が揃っていた頃は、人当たりのよい爽やかな好青年だった。2年前、妹である彩（あや）の16歳の誕生日の夜、誕生日プレゼントを探しに行った縁日から帰ってくると両親はすでに何者かによって殺害されており、事故を装ったガス爆発が起きて家を失った。間一髪、難を逃れた兄妹だったが、彩は彼の目の前で鷹取玲司が乗った車に轢き逃げされ、植物状態で眠り続けることに。事件の真相は闇に葬られたため彼は復讐を誓い、その後、ヴァイス加入時に妹の名である「アヤ」を名乗った。なお、父は銀行員だった。
両親を失い、妹が病院に入ってすぐの頃（当時18歳）にマリーゴールド（ペルシャ）に拾われ、仙台のクリティカァに配属される。この頃に仲間の1人を師匠として日本刀の扱いを学ぶ。その後、対馬のクリティカァと、メンバーの戦線離脱による一時的な措置として東京のクラッシャーズを経て、ヴァイスになった。クリティカァ時代は、本名が花の名前だったため、そのままコードネームとして使われていた。
ヴァイスの一員となった後も、定期的に病院で眠る妹の様子を見に行っている。また、アニメ第1期で左耳につけているピアスは、彩の誕生日プレゼントだった物。
先述の因縁のため、仇である玲司を見つけると感情的になり、ミッション中であることを忘れて周囲が見えなくなることもあった。また、記憶を取り戻したオミがターゲットである広史を逃がしてから、一時彼に憎悪の念を向けたが、「鷹取家の人間」ではなく「ヴァイスの月夜野臣」であることを選んだのを見て和解している。
玲司を処刑しヴァイスが解散した後、彩を海辺の町に転院させ、自身は土木工事のアルバイトなどで生計を立てていたが、ある日彩が攫われたため、再び「子猫の住む家」を訪れる。そこでバーマン達から「ヴァイス再結成」を告げられるが断り、単独行動を取る。しかし、体を張った牡丹の説得を受け、メンバーに合流した。
闇の処刑人として活動するうちに、「鷹取の敵」を「鷹取のための組織」として追うのではなく、単独であっても「社会全体の敵」を追う道を選び、ドラマCD『Dramatic Precious』での2度目のヴァイス解散後、単身渡米して処刑人組織である「百人会議」に参加し、処刑人として活動していた。
2年後、オミに呼ばれて帰国しヴァイスを結成するが、恒婭学園の一件が終わり、ヴァイスが解散した後、再び渡米。見送りにきたのはケンのみ。なお、恒婭学園には1月から国語教師として潜入していた。
その後を描いたコミック『Side B』では、ニューヨークで『グリーエン』ラストシーン直後に、少年・ユキと出会い、それが縁でスラムの子供達の組織「オーファン」に関わる。その後遭遇した処刑人組織「クリプトン・ブランド」の誘いを受けて渡英し、途中から合流したケンと、現地で知り合ったメンバーとでチームを組み、組織に参加している。
なお、あまり英語が得意ではないケンに英語がうまくなる秘訣を訊かれた際、「喋らなきゃ死ぬという状態になること」と苦々しげに答えている。
アニメ第1期の「ヴァイス」時の服装は、ベルト飾りがアクセントになったボルドー色のコートに黒のパンツ、ひざ下丈の黒いブーツを履く。コートの下は黒いタートルネックのノースリーブシャツを着ていて、あまり見えないが首元に黒い首輪をしている。両手には革のグローブをはめる。
使用する武器は日本刀（かつて、師匠から授けられた物。銘は紫苑）だが、オートマチックの22口径拳銃も持ち歩く。アニメ第1期の設定では、刀は普段柔らかめの革のケースに収めて持ち歩いている。コードネームはアビシニアン。イメージ花は薔薇。
ケン
声 - 関智一
本名は飛鷹健（ひだか けん）。12月23日生まれで18歳から19歳。血液型はB型。身長175cm。趣味はサッカー。好きなものはサッカーと子供で、嫌いなものは嘘つき。
こげ茶の髪（アニメ第2期ではやや伸びて外ハネ気味）と青緑の瞳が特徴で、義理と人情に厚く、正義感が強い好青年。人を疑うという感情が薄く結果的に裏切られることが多い。嘘が吐けない性格。損得で仕事を引き受けるタイプでは決してないが、ニヒルな一面もある。サッカーボールが友達といい、暇を見つけてはよく近所の子供達とサッカーをやっている。
ルックスも悪くなく女も寄ってくるが、あまり興味はないらしい。ある女性と恋に落ちたこともあるが、自身が闇の側の存在であり、両手が血に濡れていることをヨージに指摘され、諦めた。以来、恋愛事は避けようとする。
普段の移動にはカワサキ・GPz400Fのフルカウル仕様を使用。その際着ているライダージャケットはアニメ第1期の「ヴァイス」の仕事着に使っているものと同じデザインだが、色は黒。メンバーでは唯一ピアスをしていない。
幼い頃に母親を失い、父親に持て余されて、心理カウンセリングもやっているシスターの教会へ預けられた過去を持つ。元最年少Jリーガーで、ポジションはゴールキーパー。しかし、エスツェットの息のかかった暴力団によるサッカー賭博に巻き込まれ、汚名を着せられて引退を余儀なくされる（さらにサッカー協会から除名されたため、実質追放である）。なお、初期設定とイベント版ではJリーグ時代に同い年くらいの恋人がいた。
その後独自に調査して賭博を仕掛けた一味と倉庫内で対峙し、放火によって殺されかかったところをペルシャに救助された。その際事故死として処理されたため、表向きは死んだことになっているらしい。
クリティカァ時代、任務でとある組織に潜入し、屋久島に行っている。イベント版によると、鹿児島クリティカァからの招集である。
ヴァイスとなった後、Jリーガー時代の親友・加瀬（声 - 上田祐司）がミッションターゲットとなったことで一時苦悩し、偶然を装って再会する。しかし、彼が上述の賭博の片棒を担いでいたことを知り、悲しみながらも自らの手で処刑した。
玲司を処刑しヴァイスが解散した後、子供達にサッカーを教えていたが、シェーンによる無関係な人間を巻き込んだ襲撃を受け、「子猫の住む家」に戻ってきた。
ドラマCD『Dramatic Precious』での2度目のヴァイス解散後、新薬の臨床試験の被験者や土木工事のアルバイトなど様々なことを経験するが、ヴァイスとして人を殺し続けたことを忘れられず、ヨージを探し出して「ヴァイスをやろう」と持ちかけたことがある。オミによってヴァイスが再結成されると、単独任務として海外でエスツェットの息がかかった高校に侵入し、その実態を探っていたが、帰国後は恒婭学園大学部に学生として潜入。講義の合間に、学園長室の外に仕掛けたカメラや盗聴器を使い、それらの受信機が積まれたトレーラーで情報収集していた。
3代目ヴァイスの再解散後、自分の行くべき道を模索し、鷹取のコネを借りたのか刑務所に入っていたことがある。その後『Side B』にて、アヤの情報を求めてKBが鷹取に連絡を取ったところからアヤの行方が知れたため、その後を追って渡英。
アニメ第1期の「ヴァイス」時の服装は、上述したライダージャケット（色は茶色。首もとのベルトは赤。ファスナーなどは全開）にジーンズと茶色の靴を履く。ジャケットの下はVネックの半袖シャツで、腰にオレンジ色のワイシャツを巻き、前髪の一部をゴーグルで上げている。両手には腕の半ばまである（ガントレットのような）黒いグローブをはめており、武器であるバグナクはその上から装着する。
使用する武器はバグナク（虎の爪）というインド由来の暗器。訳語のとおり、虎の爪を模した金属製の爪を仕込んだグローブで、手のひら側にバネ仕掛けのギミックがあり、拳を握ることで爪が飛び出すようになっている。アニメ第1期の設定資料によると、手の甲と腕の部分に鉄板が縫い込まれており、防御にも使える。なお、『Side B』では、バネのギミックをなくした代わりに、爪を固定している金具を外すと長いロープに繋がった鉤爪になるという、中距離攻撃にも対応した仕様である。コードネームはサイベリアン。イメージ花はりんどう。
ヨージ
声 - 三木眞一郎
本名は工藤耀爾（くどう ようじ）。3月3日生まれで21歳から22歳。血液型はAB型。身長182cm。趣味はナンパ。好きなものは女で、嫌いなものは男。
肩近くまで伸ばした、ゆるい癖のある金に近い茶髪（アニメ第2期では癖のある短い金髪。最終話で薄めの茶色になっているところを見ると染めていた模様）とややたれ目気味の緑の瞳が特徴のプレイボーイで、女には優しいが男には厳しく容赦しない。格好をつけたがる性格で、女と見れば口説かずにはいられないが、本人曰く「18歳以上が守備範囲」。花屋での作業中は、後ろ髪をゴムでまとめていることもある。手品が得意で、自分の手から花を出すことが出来、アヤ達から突っ込まれることがある。
長身でスタイルもよく、一見クールそうに見える外見と話したときのユニークさのギャップが女の心をくすぐるらしい。口説いて落ちない女は未だかつてないのが自慢。ただし、後述する明日香のことを忘れられず、両手が血に濡れているのを自覚しているため、深く踏み込むことはない。女絡みの仕事は何がなんでも引き受け、好みのタイプであればなおさら引き受けようとするが、それ以外の任務には淡白で、降りたこともある。イベント版によると、神戸クリティカァからの招集である。
かなりのスモーカーで、いらいらしている時によくタバコを吸っている。なお、左肩には天使の翼と十字架の上に「SIN」と書いた刺青をしている。
ケーターハムのスーパーセブンを所有しているが、燃費の悪さからあまり使用したがらない。
私立探偵をしていた頃、依頼された家出少女の捜索中に売春組織「ライオット」に潜入するが気づかれて負傷。脱出を図り、パートナーの村瀬明日香（むらせ あすか）を先に逃がそうとしたが、彼女も銃で撃たれてしまう。その際、彼自身も殺されそうになったところをペルシャに拾われた（その際、ケンと同様死んだことになっている）。明日香はその後行方不明になり、彼がヴァイスの一員となってから、敵同士として再会。最後は自身の手で処刑するが、それが原因で「過去を忘れてリセットし、まっとうな生活に戻る」べく長い間苦しむこととなる。なお、この因縁のため、エスツェットの息がかかっているという「ライオット」の上層部がヴァイスのミッションターゲットとなった際、率先して潜入を買って出ている。
玲司を処刑しヴァイスが解散した後のある日、「今日子」と名乗って近づいたノイに襲われ、追尾していた牡丹に救われる。そして再び「子猫の住む家」へ戻ってきた。
ドラマCD『Dramatic Precious』での2度目のヴァイス解散後、再びヒモとして都内を転々とする。「ヴァイスをやろう」というケンの誘いに対しても一度は断るが、アヤからヴァイス再結成の話を聞かされ、結果的にヴァイスに戻る。その後、ペルシャとなったオミからの単独任務として、エスツェットの息がかかった海外の高校へ単独で侵入し、情報を集めていた。帰国後、恒婭学園に美術教師として潜入、黒に近いグレーである辻井をマークする。
『グリーエン』でも上述の葛藤は終わらず、迷いの中で度々明日香の幻と対話しており、決戦の地ではアヤと対立し交戦。しかし最後は「明日香は自分の心の中で生きている」、「自分はヴァイスで、帰るべきは仲間の所だ」と迷いを吹っ切って、辻井と戦闘、辻井によって目覚めた藤堂に一時追い詰められる。その後、藤堂を消されたため研究データを取りに戻ってきた辻井をアヤが投げた日本刀で斬り、勝利するも、クラッシャーズの仕掛けた爆弾やコンピュータ「エピタフ」の自爆が起こした建物の崩壊に巻き込まれた。
その後、意識不明の状態で救助されるが、1か月後に目覚めたとき、記憶を完全に失っていたため、その後は担当ナースの伊藤明日香（いとう あすか）と結婚し、一般人・伊藤良として生きることに。しかし、持っていたアヤの日本刀は「俺が持ってちゃいけない気がする」から「持ち主に返してくれ」と、家を訪れたケンに託したらしい（コミック『Side B』の、ケンの回想より）。
アニメ第1期の「ヴァイス」時の服装は、サングラス、二の腕部分の飾りベルトで横のラインを描いた白い十字架がアクセントになった、ファスナー式の紺色のロングコートに股上が浅めのパンツと黒い靴を履く。コートの下はアヤのものよりも体にフィットしたデザインで、丈が短いハイネックの黒いノースリーブシャツを着ている。両手に手袋をはめ、後述するダイバーズウォッチはその上から左手に装着するが、コートの袖が長いので、通常時は見えない（普段は素手に装着している）。
武器は、デジタル表示のダイバーズウォッチに仕込まれたワイヤー。これを射出し、相手の首を締め上げたり吊るし上げたり動きを封じたりする。足場のない所で天井の梁などに絡ませて移動することも可能で、彼が降りた任務の時にアヤが使ったことがある。コードネームはバリニーズ（Balinese）。イメージ花はカトレア。
オミ
声 - 結城比呂
月夜野臣（つきよの おみ）と名乗っているが、本名は鷹取衛（たかとり まもる）。2月29日生まれの17歳。血液型はO型。身長163cm。趣味はインターネット。好きなものは年寄り、嫌いなものは馬鹿な大人とセロリ。
茶色の髪（アニメ第2期では黒髪）と青紫の大きな瞳が特徴。童顔で小柄な外見のため中学生以下に見られがちだが、本人はまったく気にしていない。女性達にしてみればそれがかわいいらしい。
明るく元気で爽やかな現役高校生で、中年のアイドル。商売上手で、ねだることもうまい。アニメ第1期ではバイク通学をしている描写や、車で移動しているターゲットを処刑した際など、バイクで移動する描写もあり、単身での移動にはバイクを使用する模様。ヴァイスメンバーを「くん」づけで呼ぶ。
しっかりとした性格で、最年少でありながらヴァイスをまとめる。ミッション前にはペルシャから届いた事前情報の分析を担当することが多く、パソコンの扱いに長けており、爆薬を各所に仕掛けてパソコンからの遠隔操作で起爆させ、ターゲットをかく乱するのもうまい。アヤ達が協力してくれなかった時や、ペルシャがちゃんとしたミッションを出してくれなかった時に泣いていたことがある。また、アジトで普段使用しているパソコンには幾重にもプロテクトがかけられており、他の3人がインターネットを見ることすら叶わない。
11歳頃、学校からの帰宅途中に誘拐され、親が犯人からの身代金の要求を受け入れなかった。そのため犯人に殺されそうになり、間一髪でペルシャによって助けられたものの、恐怖と絶望のあまり記憶喪失に。以来、ペルシャの元に引き取られて過ごす（鷹取衛としては「行方不明」とされる）。「月夜野臣」という名はその際ペルシャからもらった。ペルシャの意向で、3代目ヴァイスメンバーの監視役として、ヴァイスに加わるための殺人技術を身につけ、ミッションごとにメールでのレポート提出を義務付けられている。イベント版によると、松山クリティカァからの招集である。
失われた記憶は、玲司の息子達をターゲットとしたミッションの中で次第に呼び戻されていき、自身も鷹取家の人間であることを知るが、最後はヴァイスであることを選び、彼らを処刑する。
玲司を処刑しヴァイスが解散した後は、普通の高校生として学生生活を送っていたが、同級生がある誘拐事件に巻き込まれたことに苦悩し、「子猫の住む家」に戻ってきたところ、バーマンたちに「ヴァイス再結成」を告げられ、誘拐事件の裏に新たな「黒き獣」の存在がある可能性を示された。
ドラマCD『Dramatic Precious』で、斎上の命を狙った竜胆を処刑した後も金沢に留まり、実質ヴァイスを離脱。後に唯一の後継者として正式に鷹取家に戻り、鷹取家を立て直す傍ら、ヴァイスを再結成することを選択して4代目ペルシャ・2代目キングとしてヴァイスやクラッシャーズに指令を下す立場となるが、ヴァイスとしての自分と、そのヴァイスに指令を下すペルシャとしての自分の間で葛藤しており、『グリーエン』でアヤが一度指令に反抗したのを機に、「月夜野臣」であることよりも「ペルシャ」であることを選び、けじめをつけるため「月夜野臣・最後のミッション」として、アヤたちと共に決戦の地である冥府の宮殿へ向かう。
恒婭学園の一件の後、3代目ヴァイスを解散させ、那岐に協力を請い、自身を囮にして鷹取家を狙う暗殺者を狩る一方、配下にあるクラッシャーズを取替えの効く手駒として扱うなど、鷹取家の若きトップとして君臨する。
アニメ第1期の「ヴァイス」時の服装は、ケンと同じデザインのVネックシャツに、白のパーカと大き目の黒のジャンパーを（どちらもボタンやファスナーを留めずに）重ね着し、サスペンダーを下ろしたショートパンツと短めの白靴下に赤いスニーカーを履く。頭に濃紺のキャップを被り、その上から赤いゴーグルを装着する。両手には黒のグローブをはめる。
使用する武器はボウガン、ダーツ、アーチェリー。ボウガンとダーツを使う描写が多い。アニメ第1期の設定資料によると、ボウガンはオミの体格と比べてやや大きくて重いものを使用し、ダーツは薬品を仕込んでおける仕様になっている。なお、ジャンパーの裏に革製のダーツケース（4本収められるもの）を2つ取り付けてあるほか、ボウガン使用時は左足に矢の収納ケースを巻くことがある。アーチェリーの矢は腰から提げるタイプのケースを使う。コードネームはボンベイ。イメージ花はフリージア。

### ヴァイスクロイツ（アニメ第1期）

#### クリティカァ
ドイツ語で「批評家」の意。主にヴァイスやクラッシャーズが動くための情報収集を行う。各地に人間を潜入させ、ミッションターゲットに関する様々な調査を行う組織である。上層部は指令を下す際、対応する組織に合わせてコードネームを変える（クリティカァ→花の品種、ヴァイス→ネコの品種、クラッシャーズ→チェス駒の種類）。
人事権はトップである「マリーゴールド（ペルシャ）」が持っており、各地に存在するクリティカァの中でも優秀とされる者を集めて、処刑人「ヴァイス」を結成することがある。クリティカァとヴァイスを厳密に分けているのは、組織の暴走を防ぐためである。
2代目亡き後、代替わりしたペルシャは、潜入によるターゲット調査の一部もヴァイスのミッションとするようになった。ドラマCD『Dramatic Precious』シリーズでは、各地の構成員が2代目ヴァイスに襲撃され、ほぼ壊滅状態に陥った。その後、4代目ペルシャとなったオミが立て直すが、クリティカァで調査しづらい部分はやはりヴァイスに直接潜入させている。
ペルシャ
声 - 小杉十郎太
2代目ペルシャ。警察庁長官。本名は鷹取修一（たかとり しゅういち）。初期設定では45 - 46歳。オミの実の父親でもある（ただし、オミ自身は終盤までその事実を知らなかったし、修一自身も玲司から知らされるまで気づかなかった）。クリティカァに対しては「マリーゴールド」と名乗っており、クラッシャーズの創設者で、彼らに対しては「キング」（初代）を名乗る。コードネームはペルシャに由来。
兄・玲司の陰謀を阻止するためにヴァイスを動かすが、最後は玲司に拳銃で撃たれて死亡。指令ビデオは毎回、ブラインドを操作して逆光状態にした執務室で撮影していた。芝居がかった口調で指令を下し、その締めは「闇の白き狩人たちよ、黒き獣の明日を狩れ!」である。
マンクス
声 - 堀越真己
ペルシャの秘書。ボディコンな服装が多い、赤い長髪の女性。本名は北田花枝（きただ はなえ）。年齢は20代後半。ペルシャから発令されたミッションをヴァイスに伝える伝令役をつとめていた。2代目ペルシャの修一には部下として以上の感情を持っていた模様。クリティカァに対しては「エリカ」と名乗っている。また、バーマンとはクリティカァの訓練生時代からの付き合いらしい。コードネームはマンクスに由来。
ドラマCD『Dramatic Precious』シリーズにおいて、バーマン救出のため、クラッシャーズの訓練生から選んだ別働隊3人（空蝉（うつせみ、声 - 千葉進歩）・蜻蛉（かげろう、声 - 中井和哉）・夕霧（ゆうぎり、声 - 内川藍））を率い、倉敷のクリティカァを全滅させた2代目ヴァイスに挑むが、別働隊は全滅、1人瀕死でヴァイスの元に到達し、指令を下して死亡。
バーマン
声 - 井上喜久子
ペルシャの秘書。黒い髪の女性。本名は高岡キョーコ（たかおか キョーコ）。ペルシャから発令されたミッションをヴァイスに伝える伝令役をつとめていた。初期のドラマCD『Dramatic Image Album』I・IIでは、マンクスは登場せず、彼女が指令ビデオを持ってくる。ドラマCD『Wish A Dream Collection』Iによると、歌唱力は「オミのボウガンより殺傷能力が高い」（つまり、ひどい音痴）らしい。コードネームはバーマンに由来。
2代目ペルシャ亡き後のアニメ第1期第16話にて、3代目ペルシャの善郎の命を受け、クリティカァの男性・牡丹（声 - 立木文彦）とともに、解散したヴァイスを招集する。以降、マンクスに代わるメインの秘書として登場。ペルシャの代替わりにともなう違和感をぬぐえないヴァイスに対し、修一の映像と音声を合成して作った指令ビデオを持ってくるようになる。
ドラマCD『Dramatic Precious』シリーズでは、善郎に想いを寄せていたらしい描写も。2代目ヴァイスに人質に取られ、菖蒲による拷問を受けた後、ミッションを受けたアヤと合流、最後は機密保持のためアヤから拳銃を借りて自害した。
烏丸善郎（からすま よしろう）
声 - 大川透
3代目ペルシャとして、アニメ第1期第16話からドラマCD『Dramatic Precious』シリーズまで登場（ただしTVアニメの頃は、バーマンに直接伝えさせたり修一の指令ビデオを作ったりしてミッションを発令しており、直接の登場はほぼない。OVA以降のみ）。
修一の副官の1人で、法務省の事務次官。ドラマCDにおいて、妻子ともども2代目ヴァイスに殺害された。

#### エスツェット関係者
オカルト集団で秘密結社。ナチの流れを汲み、世界各国に拠点を置く（本部はドイツと推測される）。裏で暗躍しながら、救世主の降臨を待ち望んでいた。白人の老人2人と老女1人が現在の指導者（三老人）。3人ともサイコキネシスのような能力を持つ。
死者を蘇らせるための秘術が記されているという「死者の書」とアヤの妹・彩を使い、かつての指導者を蘇らせようとして、アヤたちヴァイスによって阻止されたものの、その後のドラマCDシリーズやアニメ第2期において、海外の拠点を中心に暗躍を続けていることが示唆される。
鷹取玲司（たかとり れいじ）
声 - 若本規夫
表の顔は国内の政党・自現党の一員。初期設定では50歳前後。有力政治家の一人で副総理だが、裏の顔はエスツェット日本支部長である。だが、エスツェットの目的とは別に、息子たちやシュバルツなどのさまざまな裏社会に生きる者を操り、日本征服のため様々な工作を行ってきた。
かなり残忍かつ冷酷な性格をしており、自分の目的の障害となる者や意にそぐわない者を殺すことをためらわず、必ず自分の手を汚さない方法を選ぶ。
最終的に日本の内閣総理大臣の座に上り詰めるも、その直後にアヤに殺された。
幼いオミが誘拐された際に身代金の支払いを拒否したのは、彼が自分ではなく弟の子供であることに気づいていたため。それもあってか愛人に産ませた娘・凰華を大切に思っている。
鷹取広史（たかとり ひろふみ）
声 - 相沢正輝
玲司の長男で秘書。玲司に最も忠実な、眼鏡をかけた男。
オミが弟・衛であると見抜き、戻って来るように呼びかけ、オミが記憶を取り戻すきっかけとなったが、最終的には拒否され、鷹取家の一人としてオミに殺された。
鷹取雅史（たかとり まさふみ）
声 - 藤原啓治
玲司の次男で、マッドサイエンティスト。製薬会社「光輪」の社長。
自分に忠実な女性を集めてシュバルツを真似た暗殺集団・シュライエントを組織し、彼女らを使って怪事件を起こすなど独自の行動を繰り返しており、玲司も彼には手を焼いていた。
人間を獣化させる薬を開発し、不特定多数の人間に使い実験を繰り返していた。ヴァイスに追い詰められ自らにその薬を使うも、最終的に殺された。

##### シュバルツ
オカルト集団「エスツェット」の組織した超能力集団。ドイツ語で「黒」の意。何かの野望のために各種勢力を利用するが、存在としては何者にもとらわれず独立している。目的・作戦のためなら手段を選ばないプロの仕事人である。ドラマCD『Dramatic Image Album』III・IVによると、オーストリアに拠点を置く超能力集団「ローゼンクロイツ」のメンバーだったらしい。
ブラッド・クロフォード
声 - 置鮎龍太郎
アメリカ人。初期設定では27歳。常にスーツを着ており、何事にもクールに振る舞うシュバルツのリーダー。大いなる野望の元シュバルツの行動を導く謎多い男。近未来予知能力を持ち、またボクシングが得意で戦闘能力も非常に高く、玲司に切りかかったアヤを投げ飛ばし、不意打ちを狙ったオミのボウガンの矢を素手で掴むことも出来る。
ドラマCD『Dramatic Collection』Iにおいて、那岐を預かってもらう代わりに、シスター・天宮薫子（声 - 池田昌子）が洗脳した子供達を悪人の下へ手引きしていた黒幕でもある。
玲司、エスツェットの三老人に仕えたが、じきに見限り独自の道を歩み始めた。
『グリーエン』では、冥府の宮殿内でベルカーの術中に嵌ったオミ・ケン・セナを正気に戻し、ベルカーと精神世界で凄まじい戦闘を繰り広げ、最後は満身創痍になりながら勝利する。
シュルディッヒ
声 - 緑川光
ドイツ出身の22歳。テレパシー能力を持ち、また人をマインドコントロールする能力をあわせ持つ。
心の隙間を突き挑発的な態度でヴァイスを翻弄する戦いの仕掛人。人の弱みに付け入り操るその戦術に、冷酷な性格がにじみ出る。
『グリーエン』では、クロフォードと共に学園に巣食うエスツェットの動きを度々追っている。また冥府の宮殿突入直後にガイゼルに火炎弾で襲われたヴァイスを援護するかのように、ガイゼルとの戦闘に突入する。キャラデザの変更点はメンバーの中では少ない方。
直江那岐（なおえ なぎ）
声 - 佐々木望
日本出身の15歳。シュバルツ最年少の冷静な少年。サイコキネシス能力を持っている。母親をこの力で殺したことで記憶を失っていたらしいが、その記憶を取り戻させようとしたクロフォードによって心理カウンセリングを行うシスターの元に預けられていた。彼女の教会でケンと出会い、自分との約束を破ってシスターを殺したケンとヴァイスに殺意を抱くようになった。
アニメ第1期では、シュライエントのトートに恋心を抱き、「戦うな」「死なせたくない」とたびたび告げていた。そのトートが他のシュバルツメンバーと戦って命を落とした際、超能力を使って蘇生させるが、心のタガが外れたことによる力の暴走により、戦場となっていた屋敷は崩れ落ちた。
『グリーエン』では、鷹取衛の命でとある組織の監視を担っていたらしい。また冥府の宮殿にて、自分以上のサイコキネシスを操るレイラを苦戦しながらも倒し、クロフォードやシュルディッヒにテレパシーで呼びかけて、それぞれの勝利のきっかけを作った。その後も衛の近くで、彼を狙う暗殺者を狩る。
ファルファレロ
声 - 中尾隆聖
アイルランド出身の20歳。本名はジェイ。「ファルファレロ」はダンテの神曲に登場する殺人鬼に由来。幽体離脱能力を持っている。
痛みを感じない体質（高圧電流のみ若干感じる）らしく、恐怖心に乏しい、狂気の戦士。そのため、自身を「神にも死神にも見放された」存在だと評する。ボーラーという、プッシュアップ式の錐状の武器を巧みに操り近接戦を行う。
幼少時に家族を惨殺し、その後記憶を無くしていたが、彼を探し続けていたシスター・ルツに真の記憶を呼び戻される。
ドラマCDでは、ローゼンクロイツの研究所を脱出してきた女性と恋に落ち、彼女を守り通すため他の仲間達を振り回す。
『グリーエン』では、精神体の状態でクロフォードの精神世界に現れ、ベルカーをボーラーで刺し、クロフォードを勝利させた。

##### シュライエント
シュバルツをモデルに、雅史によって組織された暗殺集団。ドイツ語で「けばい、どぎつい」の意。メンバーの誰もが雅史を溺愛しており、彼の死後も復活を図り暗躍する。ヘルとノイをのぞいた2人が過去にトラウマを持っていたが、雅史のマインドコントロールがその苦しみを救った。コードネームはドイツ語の単語。
なお、作中のサブタイトルや資料では「Schreient」と表記されているが、正確なスペルは「Schreiend」である。
ヘル
声 - 勝生真沙子
本名は葵ちづる（あおい ちづる）、27歳。知性と高い戦闘能力を兼ね備えたシュライエントのリーダーの女性。初期設定では元：自衛隊員でサバイバル技術も一流。雅史とはかつて大学の研究室で一緒だった。彼女のみ自分の意思でシュライエントに参加しており、マインドコントロールを受けていない。戦闘時には眼鏡をはずす。また、組み立て式の投げナイフを得意とするが、ナイフを用いた近接戦もこなす。
雅史をこよなく愛し、そのために冷静な判断を欠いてしまう一面も持つ。ヘルの意味は「明るい」。
トート
声 - 水谷優子
本名は響野七波（きょうの ななみ）、17歳。4人の中ではかなり幼い性格をしており、雅史のことをパパと呼んで慕っている。15歳の時、実父にレイプされたショックで精神が退行した。たびたびウサギのぬいぐるみを抱いている。日傘の先端に仕込んだ太い針状の武器をフェンシングの要領で使い、攻撃する。
シュバルツの那岐に好意をもたれ、最終的にかなり親密な仲になった。那岐のおかげでシュライエントでは唯一生き残っているが、アニメ第2期には登場しない。トートの意味は「死んだ」。
ノイ
声 - 三石琴乃
本名は村瀬明日香、22歳。自分の感情を一切出さず、まるで正確なマシンのように確実な仕事をする女性。普段からサングラスをかけているが、戦闘時は仮面で顔を隠す。武器は使わず、肉弾戦を得意とする。
私立探偵だった頃のヨージのパートナーだが、以前の記憶が雅史のマインドコントロールによって完全に失われてしまい、現在は雅史への忠誠と愛情を植えつけられた戦闘アンドロイドと化している。ノイの意味は「新しい」。
シェーン
声 - 伊藤美紀
本名は北浦可憐（きたうら かれん）、24歳。元トップモデルだが、ドラッグに手を出して人気は急降下。自暴自棄になったところを雅史に救われた。ムチを自在に操る、ブロンドの美貌の女性。自分の体に傷がつくことを非常に恐れ、自分の美貌を汚す者に異常なまでの執念を燃やす。
雰囲気はセクシーでありながらも、実際の気質には残忍なところも見え隠れしている。シェーンの意味は「美しい」。

#### その他の登場キャラクター

##### 仙台クリティカァ
ドラマCD『Dramatic Collection』IIに登場。
紫苑（しおん）
声 - 森功至
生け花教室をアジトとしていた仙台クリティカァの1人。アヤ（蘭）の剣の師匠。ミッション中に、仲間だった桔梗の裏切りに遭い、瀕死の重傷で助かるも、死亡として処理することでヴァイスとなった。
PKFの小隊長だったが、仲間を派遣先の暴動で失っている。この時点で公的には「死者」となっており、暴動で失った仲間の墓の隣に自身の墓がある。妻と、アヤの妹・彩と同じくらいの年齢の娘がいる。
使用する武器はアヤと同様日本刀だが、実力は桁違いに高い。また、同じく日本刀を武器としていた桔梗は「紫苑の剣は活人剣」と評した。
桔梗（ききょう）
声 - 塩沢兼人
旧華族の出身で、元警察官。妹がいたが、あるパーティに出た翌日、惨殺死体で発見された過去を持ち、妹の敵を追うためクリティカァに入ったらしい。剣の腕は立つが、紫苑と戦って勝てたことはないという。
後に裏切り、黒百合と椿を殺し、蘭と紫苑に重傷を負わせて逃亡。2年後、3代目ヴァイスのミッションターゲットとして再びアヤの前に現れる。
黒百合（くろゆり）
声 - 堀内賢雄
剣にこだわる紫苑や桔梗、蘭（アヤ）の態度を軽視していた。やや蓮っ葉な喋り方をする。
椿（つばき）
声 - 玄田哲章
無口な男。元々桔梗の家の使用人で、桔梗の妹の婚約者だったため、桔梗をたびたび「坊ちゃん」と呼ぶ。桔梗の裏切りに気づいていた。

##### 2代目ヴァイス
ドラマCD『Dramatic Precious』シリーズにのみ登場。2代目ペルシャが兄を討つため、ヴァイスを動かそうとしたことで反旗を翻した。
紫苑（しおん）
仙台クリティカァを参照。
竜胆（りんどう）
声 - 田中亮一
表向きはフリージャーナリストでルポライター。元新聞記者で、鷹取家の暴露記事を書こうとしたことで相棒は殺され、自身も殺されかかり、クリティカァに入った。そのため鷹取家に恨みを募らせる。斎上の伝記を書くという名目で、鷹取家に近づいた。
使用する武器はタロットカード。敵を占った後に投げつけて息の根を止める。
菖蒲（あやめ）
声 - 古澤徹
表向きはバーのマスター。性同一性障害を抱えており、20歳の時に手術を受けたらしい。時々狂気を見せ、女だけを殺したくなる衝動に駆られる。
使用する武器はブーメラン。ただし、近距離戦には向かないため、薊の超音波カッターを使う描写もある。
薊（あざみ）
声 - 大塚明夫
表向きは菖蒲のバーの店員。ヴァイオリンを嗜む。菖蒲とは付き合いが長く、音楽大学へ進学したが、菖蒲と共にいるために中退したらしい。菖蒲の暴走に付き合い、後始末を担当することも多い。
使用する武器は超音波カッター。ヴァイオリンの弓も武器として使う。
中津川亨輔（なかつがわ きょうすけ）
声 - 納谷六朗
反旗を翻した2代目ヴァイスの司令役。善郎によると、クリティカァやヴァイスに代わる新たな組織「ラ・モール」を全国に配し、「調査」と「処刑」を一本化しようとしていたらしい。最期は、それを善郎から知らされた紫苑によって斬られる。
日銀会長で、取引相手として斎上とつながりがあった。コミックス『Side B』では、2代目ペルシャの副官の1人だったことが明かされる。

##### その他
榊凰華（さかき おうか）
声 - 綾瀬みなと
玲司が愛人・しず華（声 - 中谷ゆみ）に生ませた娘。初期設定では鷹取姓。玲司に溺愛され、わがままな性格に育ったが、面倒見はよく友人も多い。オミに好意を持っていたが、シュルディッヒの策略でオミが自身の異母兄に当たることを知り、一時苦悩するもオミにそれを伝えた矢先、ファルファレロが拳銃を乱射。その流れ弾を受けてオミの目の前で死亡。
その遺体はドラマCD『Dramatic Precious』において、中にロウを詰められ、人形として「月夜野御殿」に保管されていた。
巴さくら（ともえ さくら）
声 - 笠原弘子
アヤの妹の彩に似た、15歳の女子高生。陸上部のスプリンターだった。知らぬ間に腎臓を抜き取られた事件を機にヴァイスと深く関わることに。その過程でアヤに恋心を抱き、彼らのミッションを偶然見てしまったことから花屋の4人が殺人集団であると知るも、彼らを信じ続ける道を選ぶ。
アヤに頼まれて彩の病室を訪れたことがあり、その際、彩があまりに自分と似ていることに驚いた。当初の髪型はショートカットだったが、彩の姿を見てからは髪を伸ばし始め、三つ編みにして目を閉じる（彩は青系の瞳でさくらはピンクの瞳）とぱっと見では見分けがつかない。
たびたびヴァイスと関わっていることからシュバルツに目を付けられ、シュルディッヒにマインドコントロールされてしまい、アヤに拳銃を向けた。その後、シュバルツによって連れてこられた場所で再び彩と対面。アヤの、妹に対する思いの強さを知っているため、マインドコントロールされた際の過ちを償う意味も込めて、ヴァイス侵入時に密かに彩と入れ替わり、一時的に彩をアヤの元へ帰すことに成功する。最後はシュバルツの策略で彩の代わりに三老人の儀式に利用されるが、そこへ乱入したヴァイスに救出される。
ドラマCD『Dramatic Precious』では、彩と共に「トレーラーで移動しながら花を売る4人組の花屋」の噂を追っていくが、最後はアヤ達ヴァイスと再会することなく、パリへ留学した。
藤宮彩（ふじみや あや）
声 - 堀江由衣
玲司の陰謀による事故に巻き込まれ、2年もの間昏睡状態に陥っている、アヤ（蘭）の妹。やや甘えん坊な性格でお兄ちゃん子。夏生まれ。
警察病院の一室に入院していたが、玲司の処刑後、気候のいい海辺の病院に移された。第16話にて雅史の復讐を目的としたシュライエントに攫われ、さらに、16歳のまま外見が変わらない点に目をつけられ、エスツェットの陰謀に巻き込まれることとなり、シュバルツによって拉致された。一度はさくらの機転でアヤの元へ戻されたが、再びシュバルツに攫われる。最後はさくらと共に救出され、エスツェットによって打たれた薬の作用で覚醒する。
覚醒後は花屋「子猫の住む家」を手伝っている。また、自身が知らない兄の姿を知るさくらと友人になる。兄に対しては「会うことは出来なくとも、生きていてくれればいい」と思っている節がある。
『グリーエン』最終話でもちらりと登場し、受けた電話の相手が無言であるにもかかわらず、兄だと見抜いた。
百恵（ももえ）
声 - 堀越真己
ヴァイスの4人が表の顔として働いている花屋「子猫の住む家」のオーナーを務める80歳を過ぎた老女。姓は山口。初期設定では初代ヴァイスの頃から店にいるのだが、歴代の店員が抱える裏の顔は知らない。椅子の上に正座して、猫を抱えて店番をしていることが多い。
ボケ始めていることもあって、後に老人ホームへ入所するが、そこの関係者がヴァイスのターゲットとなってしまう。

#### OVAに登場したキャラクター
火花カオリ（ひばな カオリ）
声 - 飯塚雅弓
オミが通っていた高校の生徒。インターネットハッカー。
両親を失う原因になった、米軍のレイモンドを追い詰めるべく、米軍基地のデータベースをハッキングしていた。その際ある情報を得たために、仲間は次々と殺され、自分も兄と共に命の危機にさらされることに。仲間達が殺されたのと同時期に、自宅のガス爆発を装って殺されかけるが、辛うじて一命を取り留めている。
病院で意識を取り戻した後、院内の公衆電話を利用したインターネットで仲間達の死亡を知り、止めを刺そうとやってきたラッツ部隊から、オミやケンの助けを借りて兄とともに逃亡するも、遊園地にて兄を失い、ラッツ部隊に拉致される。
ノーマンの元に連れてこられた際、マンクスから真実を聞き、さらには到着したヴァイスの処刑を見てしまうが、「何も見なかった」として病院に戻された。なお、機密保持のため、オミはこの一件の終了後に高校を退学している。
火花アキラ（ひばな アキラ）
声 - 石川英郎
カオリの兄で妹には優しい。警察の白バイ隊員だった。妹と同様に米軍基地にいるレイモンドに恨みを募らせる。妹やオミ・ケンとともに廃墟となった遊園地に逃げ込むが、オミたちが出かけている間にラッツ部隊に追い詰められ、妹を守るため体を張って死んだ。
柏木由紀恵（かしわぎ ゆきえ）
声 - 増田ゆき
活動的な印象の女の子。カオリのクラスメイトで、インターネットハッカー。カオリのハッキング現場を偶然見てしまい、同じ高校にいる仲間と共に協力を申し出る。ヨージにフラれても迫るほど、明るく大胆な性格。
彼女とその仲間達は、暇を持て余してはゲーム感覚でいくつものサイトをハッキングしていたため、米軍基地のコンピュータに対しても、いつもの「ゲーム」のつもりだった。コンビニまで買い物に行った帰りに路上で轢き殺された。
田中アカネ（たなか アカネ）
声 - 柳沢真由美
ぽっちゃり体型の女の子。由紀恵の仲間で、パソコンに詳しい。眼鏡をかけている。
ハッキング時は、レイナとともにバックアップとクリーナーを担当。自宅でカオリのサポートをしていた時に、ラッツ部隊に新種の神経ガスを流し込まれて殺害された。
結城レイナ（ゆうき レイナ）
声 - 中村千絵
大人っぽい印象の女の子。由紀恵の仲間で、アカネと同居している。キャバクラでコンパニオンのアルバイトをしている。
カオリの関係者を探していたケンとヨージに見つかって、店の裏口から逃亡。しかし非常階段で2人と話していたところ、寄りかかっていた手すりをラッツ部隊の射撃で壊され、転落死。
レイモンド・ニコル
声 - 石塚運昇
米軍の大佐。がっしりした体格の壮年男性。記録では5年前に軍用機の墜落事故で死亡したことになっている。ノーマンと組んで装備を横流しすることで利益を得ていた。
ノーマン・パウエル
声 - 谷口節
米軍基地の司令官（将軍）。独自にクリティカァについて調査しており、ターゲット調査のため潜入したマンクスを人質に取り、口封じのためレイモンドやアキラをターゲットとした偽のミッションをヴァイスに通達し、さらに仲間割れさせるミッションを発令した張本人。自身は安全なところで事の成り行きを見守っていた。
マンクスが「黒百合の花粉でアレルギーになった」と機転を利かせたため、最後は処刑される。
ラッツ部隊
ノーマンが指揮する特殊部隊。表向きは存在しないことになっている。ブルー・ラッツやレッド・ラッツといった小隊に分かれて行動していた。

### ヴァイスクロイツ グリーエン（第2期）

#### ヴァイス関係者
セナ
声 - 山口勝平
ヴァイス新メンバー。和泉瀬奈（いずみ せな）と名乗っているがそれは偽名であり、本名は如月猛（きさらぎ たける）。血液型はA型。天真爛漫で、突き抜けた明るさと無邪気な笑顔が自然と人を和ませる少年だが、家族を惨殺された過去を持ち、正義感ゆえに敵に対しては猪突猛進に突っ込んでいく一面も。家族の仇を討ち、行方知れずの母を捜すためにヴァイスに加入するが、それはさらなる苦しみの始まりとなる。
恒婭学園高等部1-Bに編入し、学内を調査していた。アヤだけは彼の素性を最初から知らされていた模様。
武器はグリップのボタンを押すことで刃が出る、手の平大のチャクラム。コードネームはラパーマ。イメージ花はパンジー。
キョウ
声 - 荻原秀樹
ヴァイス新メンバー。時系列的にはドラマCD『Fight Fire With Fire』から登場。本名は阿久里響（あぐり きょう）。血液型はO型。熱血漢だが、普段は冷静に判断を下そうと心がけている。運動神経抜群であり、体格に似合わず繊細な部分がある。
恒婭学園に入学した弟の自殺の原因を探るため、入学資金を貯めようと「殴り屋」として荒稼ぎしていたところ、ケンやアヤと出会い、アヤの紹介でヴァイスに加入した。セナやアヤに先駆けてヴァイスとして恒婭学園に潜入する（クラスは高等部3-A）。真っすぐなセナを、同じ一面を持っていた弟に重ねて見ていた節がある。
武器は刃が折り畳めるタイプのハンドアックス。柄に鎖が仕込んであり、射出することで天井の梁に絡ませて移動することも出来る。コードネームはハバナ。イメージ花はヤマブキ。
レックス
声 - 上田みゆき / 佐々木優子
ペルシャの秘書。青みの強いショートヘアが特徴の女性。ペルシャから発令されたミッションをヴァイスに伝える伝令役をつとめている。ヴァイスのアジトである花屋「子猫の住む家」を預かる。
南の方の生まれで、雪に憧れを持っていたため、雪の多い地方に生まれたクイーンとは相性が悪いらしい。
鷹取斎上（たかとり さいじょう）
声 - 納谷悟朗
初登場はドラマCD『Dramatic Precious』II。鷹取家の事業を1人で現在の規模まで大きくした功労者。金沢にある「月夜野御殿」で伝統工芸を保護している。隠居の身だが、経済界への影響力はいまだ健在。
実は初代ペルシャであり、クリティカァやヴァイスを作った。オミの祖父（玲司・修一兄弟の父親）で、現在は4代目ペルシャであるオミをサポート。

#### 恒婭学園（こうあがくえん）
山間にある、3年ほど前に出来たばかりの学校。寮や商店を整備し、小都市の様相を呈するが、アヤらが潜入する前年度の自殺者が11人と多く、不審な点も多い。前身は「如月学園」。学生証を兼ねたIDカードを机に差し込んで、設置された個人用パソコンを起動するシステムを採用している。
各学年のクラス（制服は男女共に青）の他に、Sクラス、Gクラスという特殊なクラスが存在する。この2つのクラスはそれぞれ別棟にあり、セキュリティが特に厳しい。
「未来の指導者を育てる」Sクラスは、学園のエリートとして大多数の生徒の憧れであるが、その裏では生活全般を管理することで日常的に生徒へ選民思想を植えつけている。制服は男子が白、女子が緑。生徒の学年は関係なく、後述する藤堂の一存で各学年から編入することもある。寮は専用のものがある。
「自衛隊や警察のエリート候補生を育てる」Gクラスは、特殊訓練によって戦闘能力は常人以上の戦闘集団で、Sクラスの藤堂の指揮下にある。作中、このクラスの生徒が教室棟の外に出ることは稀で、出るときは奇妙な仮面をつけて顔を隠し、黒い服を着る。
なお、学園の人事などが一新された際にこの2クラスは解散となったが、エスツェットによって隠されているZクラスだけは残っており、地下にラボがある。制服は男女共に赤。
藤堂聖（とうどう ひじり）
声 - 野島健児
わずか14歳にして、学園のエリートクラスであるSクラス・生活指導部のリーダー。Sクラスメンバーからはフューラーと呼ばれている。一般教師の解雇権を持つなど、権力は強い。
セナを唆して稲垣を暗殺させた後、学園各所を占拠し高等部を学園から独立させ、稲垣のIDカードでZクラスのラボの存在を知る。密かに入り込んだところ、培養器の中で眠る複数のクローンと遭遇。その直後、自分が実験体であることを辻井に知らされ、辻井の後を追ってきたキョウの目の前で絶望のあまり自死。
その後、とてつもない能力を持った新たな個体が、辻井の手によって目覚めさせられ、ヨージを負傷させた後、辻井と共に「エピタフ」の前でアヤらに襲い掛かるも、ケンの機転で動きを封じられたところをアヤに斬られ、消滅。
児玉ミサキ（こだま ミサキ）
声 - 吉田小百合
Sクラスの1人で、いつも藤堂に付き従っている少女。藤堂に心酔しており、彼が（表向き）殺害された後は精神のバランスを崩し、入院している。
希美（のぞみ）
声 - 野川さくら
セナが編入した1-Bで隣の席にいた少女。姓は「ミヤザワ」（字面不明）。Sクラスに入ることを目標にしており、後にSクラス入りするが、その方針についていけず、見かねたセナの頼みを受けた辻井によって1-Bに戻ってきた。
しかし、「Sクラスの内情を知る者を生かしておけない」と判断され、サブリミナルフィルムによる暗示を発動させられて教室の窓から飛び降り自殺してしまう。
稲垣（いながき）
声 - 金尾哲夫
学園を取り仕切る総主任。生徒達を、机に設置されたパソコンのスクリーンセーバーを利用したサブリミナルフィルムなどで洗脳しているが、彼も結局学園長（「エピタフ」）の指示に従っているだけだった。その正体はセナの叔父だった。
辻井（つじい）
声 - 田中敦子
教師。アヤより1年ほど前に着任したが、1度も学園長の姿を見たことがないという。
実は霜島と繋がっている、エスツェットの一員で研究員。強化人間や藤堂を使った「現人神」の研究をしており、自身も強化人間である。
浅見（あさみ）
声 - 豊嶋真千子
英語教師。父親も教師だった。アヤがセナを探すべく職員室を飛び出した後、「生徒の暴走を止めに行こう」と提案した。アヤに好意を持つ。
中庭で倒れていた翠霞を保健室に連れて行き、「信用の置ける他の教師」としてアヤを呼びに行ったが行き違いが重なり、保健室に戻ってきたところ、脱走の事実を確認して翠霞を追ってきた辻井によって殺される。
狭霧（さぎり）
声 - 谷山紀章
Zクラス生。Gクラス以上の身体能力と戦闘能力を持つ強化人間。罠にかかったセナを助けに来たアヤによって重傷を負うも、辻井の判断により治療を止められ死亡。
翠霞（すいか）
声 - 清水香里
Zクラス生。狭霧と同じく強化人間の少女。狭霧の妹。辻井の後を追っていたキョウをラボで襲い、葬った。その後、狭霧が重傷を負ったのと同じ、アヤとの戦闘で失血すれすれの重傷を負うが、あまり回復しないうちに他のZクラス生の目を盗んで研究データを盗み、脱走を図る。
脱走し中庭をふらついていたところを浅見に見つかり、保健室へ連れてこられたのがきっかけで辻井に見つかり、殺されてしまう。しかし、浅見が「お守り」として預けていった、アヤが贈った手帳に研究データを記録したMOを隠していた。
如月文江（きさらぎ ふみえ）
声 - 佐藤しのぶ
恒婭学園と、その前身である「如月学園」の学園長にして、セナの母親。「如月一家殺害事件」の後、表向き失踪。普段は多忙を理由に学園長室にこもりきりで、ほとんど外に出てこない。
実は「エピタフ」と呼ばれる大型コンピュータに意識を乗っ取られていて、息子のセナを射殺してから少しの間だけ元に戻った。最後はアヤの日本刀で斬られ、セナに謝りながら死亡。
霜島征人（しもじま まさと）
声 - 稲田徹
森下市長の秘書。市長亡き後の市長選に出馬する。如月学園の出身で、選民思想を持つ。

#### クラッシャーズ
初登場はドラマCD『クラッシャーズ Knight & Ran』シリーズ（2000年）。クリティカァによって集められた情報を元に、司令官が“殺”以外の判断を下したときに動かす組織。任務は組織または個人を修復不可能なまでに叩き潰し、警察に逮捕させること。その際、決して人を殺してはならない。チーム名がドイツ語でないのは、原作者・子安によるとエスツェットに対抗するための組織ではないからとのこと。各地のクリティカァから候補生を選び、訓練を施してチームを組ませ、クラッシャーズとして配属するという方式を取っている。下記のメンバーは東京のクラッシャーズである。
ドラマCDの設定資料（イラストはしめのつかさ）では、共通アイテムとしてエンブレム入りスカーフをどこかに身に着けている。年齢と風貌はこの設定資料より。当時、蘭（アヤ）は18歳頃。なお、アニメに登場した際もこの資料を基にキャラクターデザインが起こされている。
メンバーは一時チームメイトだったアヤを、彼がヴァイスとなった現在でも当時の名（蘭）で呼ぶ。また、ナイトやクイーンのように、アヤがクラッシャーズに戻ってくることを望んでいる者もいる。
ナイト
声 - 関俊彦
本名は本庄優士（ほんじょう ゆうし）。20代前半。堅物で騎士道精神のかたまりのような性格だが、コンドルダルジャンという、刃のついた鞭としても使える剣（蛇腹剣）を使用する、一筋縄ではいかない男。武器は普段、ベルト状にして腰に巻く。スカーフは首に直接巻いている。
実家は大きな実業家で、両親を事故で亡くしたため、若いながらも当主を務める。また、同じ事故で視力を失った太陽（たいよう、声 - 桑島法子）という妹がいる。太陽との関係もあるため、アヤとは「憎まれ口を叩き合う友人」といった関係でもある。
ルーク
声 - 大塚芳忠
本名は田沼将人（たぬま まさと）。20代後半。クラッシャーズの中では兄貴肌で、くわえタバコと無精ひげが特徴。バイクを乗り回す天性の遊び人だが、意外と情に脆くメンバーの精神的な支柱。ナイトとは名コンビ。スカーフは服の上から左腕に巻いているが、なぜかボロボロ。
ドラマCDでは任務中に負傷したため、蘭（アヤ）が彼の代役としてミッションを行っている。
ビショップ
声 - 田中秀幸
本名は白鷺黎一（しらさぎ れいいち）。20代前半だが、年齢以上に老けて見える。眼鏡をかけた理知的な容貌の青年。ミッションプランナー。冷静で頭の切れる、クラッシャーズのリーダー的存在。スカーフはシャツの襟元に巻いている。
ポーン
声 - 遠近孝一
本名は雨氷成（うひょう なる）。17歳くらい。他のメンバーとの身長差や体格差もあって年齢以上に幼く見えがち。爆破のスペシャリスト。おっちょこちょいだが仕事の腕は確か。スカーフは帽子にリボン結びしている。
クイーン
声 - 増山江威子
本名不明の妙齢の美女。キングの指令をクラッシャーズに伝達する秘書。スカーフは首の右側に結び目が来るようにしてリボン結びしている。

#### ローゼンクロイツ
エピタフの命を受けて、ドイツから来日した超能力集団の一員。全員がテレパシーを使う。
ベルカー
声 - 小西克幸
緑色の長髪と唇のピアスが特徴の男。幻覚を見せるほか、自身の精神世界に対象を誘う力を持ち、ケン、オミ、セナを幻覚で惑わすが、クロフォードの襲撃に遭って3人を逃がしてしまう。その後、クロフォードを精神世界に誘って苦しめたが、那岐の呼びかけに応じたクロフォードによって、彼の精神世界へ引きずり込まれ、幽体離脱して訪れたファルファレロに刺されて敗れた。
シュバルツと自分達の関係を知っていて、「シュバルツは次世代である自分達へ至るための通過点」として軽視している。
ガイゼル
声 - 伊藤健太郎
青い髪が特徴の男。自身の周りに不可視の壁を作り、武器攻撃を封じる。また、発火能力を持ち、移動していたアヤとヨージ以外のメンバーを火炎弾で急襲するが、突如現れたシュルディッヒと交戦。苦戦させるも、那岐の呼びかけに応じたシュルディッヒの策にはまり、敗北。
レイラ
声 - 綱掛裕美
赤い髪が特徴の紅一点。しゃべることが出来ないのか、常にテレパシーを使っていて、強力なサイコキネシスを操る。同じ力を持つ那岐を苦戦させるが、最後は落雷が直撃し、那岐に敗れた。

### コミック『Side B』

#### クリプトン・ブランド
イギリスに拠点を置く処刑人組織。略称は「KB」。アメリカの組織「百人会議」とともに、アニメ第2期のドラマCD『Theater Of Pain』に名前だけ登場。
遺伝子を書き換え、超人化する薬である「ヒト・インターロイキン」を、長年に渡って調査・研究し、関係者を処刑している。ナナの存在もあるのか、メンバーのほとんどはある程度日本語が話せるのが特徴。実働部隊のトレードマークは顔の一部を覆う仮面。暗視スコープや通信機能が付いている。大抵は片目を隠す物だが、ケンのものは目ではなく鼻から下を隠す。
4人組のAチーム（Side A）が任務中に消息を絶ったため、現在はアヤやケン、ユキを加えたBチーム（Side B）を組織し、調査を続けている。なお、アヤの素性を知るため、鷹取家（オミ）と連絡を取ったことがある。アヤ・ケンがいることもあってか、鷹取の「ヴァイス」に倣い、Bチームの拠点を下町の花屋「子猫の住む家」に定めた。
クリプトン・リチャード
初老の紳士。伯爵位を持つ。組織内では「KR（ケーアール）」と呼ばれ、組織のトップに立つ。
組織のトップでありながら、それなりの戦闘能力をもつ。
三尋木 ナナ（みひろぎ ナナ）
ミッションプランナーを務める女性。眼鏡をかけたキャリアウーマン。ヴァイスが2代目だった頃、ペルシャ（鷹取修一）の秘書の1人だったが、その意向を受け入れられず、中津川とともにクリティカァを離脱、単身渡英し放浪していたところをKBに拾われた。
普段はミッションプランナーとしてフォローに回っているが、トップであるKR同様、いざという時は戦力になれる。
彼女の作る料理は見た目こそいいが、非常にまずい。
ユキ
日本人孤児の少年。生まれも育ちもアメリカ。ニューヨークのスラムで、同じような少年達の組織「オーファン」に所属していた。ユキという名前は、本名がわからないため、同じ日本人のアカガワが彼を拾ったときの天気（雪）からつけた。戦闘訓練は特に受けていないので戦闘力自体は低いが、頭脳派で空間把握能力が高く、見取り図を見ただけで最短ルートを割り出すことくらい容易い。普段は冷静だがキレると怖い部類の性格。
ニューヨークに渡ったアヤと偶然出会い、怪我をしている彼に庇われたことで「オーファン」に身を置くことになったアヤとしばらく行動を共にする。アヤが渡英したため一度は別れたが、ケンと共に迎えに来たアヤの誘いに乗り、渡英して組織に加わる。しかし、ある理由から「人を殺さない」という信条を持ち、ターゲットに対して武器を向けないようにしている。
クロエ
本名はエドワード・R・クローツニク。バイトローズという、細い金属の刃物にバラの造花をつけたものをダーツのように使う男。ルーマニア出身。イギリス英語を話す。
ミッションに独特の美学を持つ。マイペースなフェミニストで、女性を見れば大抵口説くが、ミッション中とそれ以外の時はちゃんと区別している。
ミシェル
本名はミシェル・E・コンラッド。ラビットテイルという、しなやかな細い鞭を使う少年。アイルランド出身。イギリス育ち。
少女のような面立ちで小柄（ユキよりも背が低い）だが、戦闘能力は高い。
両親は反英組織IRAの中でも過激派の一員だったため、8年前にKB（Aチーム）に処刑されたが、両親を処刑したフリーによって「子供を処刑しろとの任務は受けていない」と助命された。その後、KRに事実を知らされ、「フリーと同じ力が欲しいか」との問いに頷いたため、現在に至る。
フリー
本名不明。ワイヤーとタロットカードを武器として使う、長身の男。リヒテンシュタイン出身。イギリス育ち。
元Aチームメンバーで、トップクラスの実力者。8年前の任務でミシェルの両親を処刑し、ミシェルを保護、KRの元で成長する彼を見守ってきた。趣味はタロット占い。
ヒト・インターロイキンの実験体にされ、適合したため、超人的な身体能力を得た。ある建物に閉じ込められていたが、それを察知したBチームメンバーによって救助される。しかし、薬の影響で記憶をすべて失い、精神年齢も退行している。
なお、彼以外のAチームメンバーは彼を被検体として差し出し、完成した薬を使って超人化するという誘惑に負けてKBを裏切り、敵方の組織に身を置いている模様。

#### その他のキャラクター
アリスン
ニューヨークのスラムの片隅で暮らす少年達の組織「オーファン」のリーダーを務める少女。活発で明るく、芯は強い。まだ幼いユキに、銃を持つことと敵に向けることを禁じたり、年少の者に読み書きを教えていた。
アカガワ
アリスンの片腕である青年。日本人。アリスンの理想のためなら自分の手を汚すことも辞さない。敵対する組織「ブルー・アイズ」から新種の麻薬「オーファンドラッグ」（実態はヒト・インターロイキンの粗悪品）を受け取っていたらしい。
ドクターD
本名不明の医者。腹部を刺されたアヤの治療を担当した男。「オーファン」が何者かに襲撃され壊滅した後は、その生き残りたちの面倒を見ている。
新城 くるみ（しんじょう くるみ）
高校生くらいの少女。両親は製薬会社で働いていて研究のためイギリスに。1か月後、謎の小包と走り書きした手紙が両親から届いたため、不審に思ってイギリスに渡る。
養女として5歳のときに引き取られたが、病弱でよく寝込んでいた。現在は健康体だが、それは彼女を被検体とした「ヒト・インターロイキン」の実験のためで、彼女の血には「ヒト・インターロイキン-III」が含まれている。これは通常の「ヒト・インターロイキン」によって変化した体の細胞を死滅させる働きを持つとされ、関係者からは「黒のスイッチ」と呼ばれている。
彼女を騙していた養父母と製薬会社の関係者は目の前でBチームに処刑され、自身は「医療研究のために定期的に協力してくれるなら、身柄を保護し安全を保障する」というKBに引き取られ、「子猫の住む家」の店員として暮らすことに。料理の腕はナナよりマシな程度。

## テレビアニメ

### ヴァイスクロイツ
1998年4月から9月にかけて、テレビ東京をキー局にテレビ大阪などでも放送。

#### スタッフ
- 原作 - 子安武人 & Project Weiß
- 監督 - 江上潔（第1 - 15話）、棚橋一徳（第16 - 24話）
- シリーズ構成 - 静谷伊佐夫
- オリジナルキャラクターデザイン - つちやきょうこ
- キャラクターデザイン・総作画監督 - 柳沢テツヤ
- 美術監督 - 脇威志
- 色彩設計 - 笛吹康二（第17話を除く）、横尾淳子（第18話のみ）
- 撮影監督 - 岡崎英夫
- 編集 - 井上和夫（第17話を除く）、岸眞理（第18話・第24話のみ）
- 音楽 - 山中紀昌
- 音響監督 - 菊田浩巳
- プロデューサー - 猪股一彦、菊池晃一、渡辺哲也
- アニメーション制作 - マジックバス、プラム（第18話・第24話のみ）
- 制作協力 - 電通
- 製作 - ポリグラム、アニメイトフィルム

#### 主題歌
オープニングテーマ
「Velvet Underworld」（第1話 - 第15話）
作詞 - 相田毅 / 作曲・編曲 - 西岡和也 / 歌 - Weiß
「Piece Of Heaven」（第16話 - 第24話）
作詞 - 相田毅 / 作曲・編曲 - 西岡和也 / 歌 - Weiß
エンディングテーマ
「Beautiful Alone」（第1話 - 第15話）
作詞 - 相田毅 / 作曲・編曲 - 西岡和也 / 歌 - Weiß
「It's Too Late」（第16話 - 第24話）
作詞 - 相田毅 / 作曲・編曲 - 西岡和也 / 歌 - Weiß
挿入歌
「Oh Mercy」（第10話）
作詞 - 日々安里 / 作曲・編曲 - 西岡和也 / 歌 - Weiß

#### 各話リスト
サブタイトルはドイツ語。ただしキャラクターの項で書いたとおり、第9話の「Schreient」はスペルが間違っている。他にも「Fräulein」など、いくつかのスペルがおかしい。
| 話数       | サブタイトル                  | 脚本       | 絵コンテ        | 演出         | 作画監督                 | 放送日        |
| ---------- | ----------------------------- | ---------- | --------------- | ------------ | ------------------------ | ------------- |
| Mission 1  | Lockvogel -贄の宴-            | 静谷伊佐夫 | 松園公 江上潔   | 江上潔       | 内田順久                 | 1998年 4月8日 |
| Mission 2  | Fort Laufen -醒めた暴走-      | 柳川茂     | 日色如夏        | 大関雅幸     | 菅井嘉浩                 | 4月15日       |
| Mission 3  | Paradies -天国は地獄-         | 河原ゆうじ | 大上一          | 宮崎一哉     | 小泉謙三                 | 4月22日       |
| Mission 4  | Verrat -裏切りの処刑-         | 富田祐弘   | 高橋滋春        | 高橋滋春     | 松本好弘                 | 4月29日       |
| Mission 5  | Schicksal -狩人の運命-        | 河原ゆうじ | 鈴木幸雄        | 棚橋一徳     | 外崎春雄                 | 5月6日        |
| Mission 6  | Fräulein -面影の少女-         | 柳川茂     | 前島健一        | 岡崎幸男     | 伊魔崎斎                 | 5月27日       |
| Mission 7  | Entführen -甦る記憶-          | 富田祐弘   | 松園公          | 棚橋一徳     | 柳沢テツヤ               | 6月3日        |
| Mission 8  | Raubtier -慟哭の夜-           | 静谷伊佐夫 | 大関雅幸        | 大関雅幸     | 菅井嘉浩                 | 6月10日       |
| Mission 9  | Schreient -それぞれの思い-    | 静谷伊佐夫 | 日色如夏        | 日色如夏     | 柳瀬雄之                 | 6月17日       |
| Mission 10 | Bruder -昏き絆-               | 河原ゆうじ | 黒田やすひろ    | 棚橋一徳     | 南伸一郎                 | 6月24日       |
| Mission 11 | Abkunft -呪縛からの決別-      | 富田祐弘   | 岡嶋国敏        | 岡嶋国敏     | 糸島雅彦                 | 7月1日        |
| Mission 12 | Abschied -何故…-              | 柳川茂     | 赤西柿太        | 岡崎幸男     | 松本好弘                 | 7月8日        |
| Mission 13 | Bruch -復讐の雨-              | 静谷伊佐夫 | 高橋滋春        | 高橋滋春     | しんじょうつよし         | 7月15日       |
| Mission 14 | Fliehen -首都戒厳-            | 静谷伊佐夫 | 日色如夏 小田仁 | 深大寺鈴之助 | 柳瀬雄之 梶原賢二        | 7月22日       |
| Mission 15 | Duell -逆襲の狩人-            | 静谷伊佐夫 | 小田仁          | 前島健一     | 八凪哲 清水恵蔵 梶原賢二 | 7月29日       |
| Mission 16 | Schatten -戦いへの回帰-       | 富田祐弘   | 赤西柿太        | 石崎すすむ   | 増谷三郎                 | 8月5日        |
| Mission 17 | Kritiker -名もなき誇り-       | 河原ゆうじ | 小田仁          | 棚橋一徳     | 綾部京太                 | 8月12日       |
| Mission 18 | Schuld -ファルファレロ-       | 柳川茂     | 山口美浩        | 山口美浩     | 青野厚司                 | 8月19日       |
| Mission 19 | Sehen -狂想の序曲-            | 富田祐弘   | 小高義規        | 大西康一     | 近藤晃司                 | 8月26日       |
| Mission 20 | Recht -裁きの矢-              | 河原ゆうじ | 高橋滋春 小田仁 | 高橋滋春     | 柳瀬雄之                 | 9月2日        |
| Mission 21 | Trane -思い出の中で…-         | 柳川茂     | 日色如夏        | 日色如夏     | 内田順久                 | 9月9日        |
| Mission 22 | Miteid -色あせる時-           | 富田祐弘   | 播野無四郎      | 播野無四郎   | 藤井まき                 | 9月16日       |
| Mission 23 | Schraube -愛にすべてを-       | 柳川茂     | 菅井嘉浩        | 菅井嘉浩     | 坂元大二郎 浅沼昭弘      | 9月23日       |
| Mission 24 | Zeremonie -すれ違う肖像-      | 静谷伊佐夫 | 日色如夏        | 日色如夏     | 青野厚司                 | 9月30日       |
| Mission 25 | Ende des Weiß -白き者たちに…- | 静谷伊佐夫 | 山口美浩        | 山口美浩     | 柳沢テツヤ               | 9月30日       |

#### 収録ビデオ・LD
| 巻 | 発売日        | 収録話                                    | 特典                                                                                        |
| -- | ------------- | ----------------------------------------- | ------------------------------------------------------------------------------------------- |
| -  | 1998年8月5日  | 第1話 「Velvet Underworld」ビデオクリップ | 『見えるRadio Weiß』プロローグ                                                              |
| 1  | 1998年8月5日  | 第1話 - 第4話                             | 『見えるRadio Weiß』第1話「ヴァイス『必殺仕事人』を語る」                                   |
| 2  | 1998年9月9日  | 第5話 - 第7話                             | 『見えるRadio Weiß』第2話「ヴァイス『吹き替えをしてみたい人物やアニメキャラ・・・』を語る」 |
| 3  | 1998年10月7日 | 第8話 - 第10話                            | 『見えるRadio Weiß』第3話「ヴァイス『音楽』を語る」                                         |
| 4  | 1998年11月6日 | 第11話 - 第13話                           | 『見えるRadio Weiß』第4話「ヴァイス『今までのアルバイト経験』を語る」                       |
| 5  | 1998年12月9日 | 第14話 - 第16話                           | 『見えるRadio Weiß』第5話「ヴァイス『お世話になった女の人』を語る」                         |
| 6  | 1999年1月6日  | 第17話 - 第19話                           | 『見えるRadio Weiß』第6話「ヴァイス『ゲーム』を語る」                                       |
| 7  | 1999年2月10日 | 第20話 - 第22話                           | 『見えるRadio Weiß』第7話「ヴァイス『殺しのレッスン』を語る」                               |
| 8  | 1999年3月10日 | 第23話・第24話                            | 『見えるRadio Weiß』第8話「ヴァイス『お酒』を語る」                                         |

### ヴァイスクロイツ グリーエン
キッズステーション制作・放送。地上波では後に毎日放送「アニメシャワー」枠でも放送。『ヴァイスクロイツ』の続編アニメーション。

#### スタッフ（第2期）
- 原案 - 子安武人
- 原作 - 子安武人、アニメイトフィルム
- 監督 - まついひとゆき
- キャラクターデザイン・総作画監督 - 小林利充
- レイアウト・アクション作画監督 - 柴田淳、中屋了
- プロップデザイン - 木村豪、丹羽恭利
- 美術監督 - 桑原悟
- 色彩設計 - 浅井聡子、佐藤直子
- 撮影監督 - 斉藤めぐみ
- 編集 - 今井剛
- 音楽 - 桜庭統
- 音響監督 - 菊田浩巳
- プロデューサー - 西川路健太
- 制作プロデューサー - 近藤光
- アニメーション制作・シリーズ構成 - ユーフォーテーブル
- 製作著作 - アニメイトフィルム、ムービック、キッズステーション

#### 主題歌（第2期）
オープニングテーマ
「Glühen」
作詞 - 相田毅 / 作曲・編曲 - 西岡和也 / 歌 - Weiß
エンディングテーマ
「Stone Roses」（第1話 - 第12話）
作詞 - 相田毅 / 作曲・編曲 - 西岡和也 / 歌 - Weiß
「Tomorrow」（第13話）
作詞 - 相田毅 / 作曲・編曲 - 西岡和也 / 歌 - Weiß
挿入歌
「Velvet Underworld 03」（第10話）
作詞 - 相田毅 / 作曲・編曲 - 西岡和也 / 歌 - Weiß

#### 各話リスト（第2期）
一連のサブタイトルは、ドラマCDシリーズやユニット「ヴァイス」関連で発表してきたCDの収録曲から取っている。ただし、全員で歌っている曲とは限らず、第2話はドラマCD『Dramatic Image Album』II収録のアヤのキャラクターソングから。また、第3話と第12話はドラマCD『Dramatic Precious』シリーズの主題歌から。なお、本放送に先立ち、2002年9月20日に第1話と第2話を先行放送した。
| 話数           | サブタイトル             | 脚本               | 絵コンテ       | 演出                    | 作画監督          | 放送日          |
| -------------- | ------------------------ | ------------------ | -------------- | ----------------------- | ----------------- | --------------- |
| Last Mission1  | WHITE FLAMES             | ユーフォーテーブル | まついひとゆき | まついひとゆき          | 南伸一郎          | 2002年 11月28日 |
| Last Mission2  | 神は大切なものを傷つける | ユーフォーテーブル | 狩野信文       | いとがしんたろー        | 夕澄慶英          | 12月5日         |
| Last Mission3  | Sweet Nothing            | 佐藤和治           | 松浦錠平       | 真野玲                  | 佐野隆雄          | 12月12日        |
| Last Mission4  | Rhodesia                 | 佐藤和治           | まついひとゆき | 園田雅裕                | 柳瀬雄之          | 12月19日        |
| Last Mission5  | It's Too Late            | 佐藤和治           | 狩野信文       | 小倉宏文                | 南伸一郎          | 12月26日        |
| Last Mission6  | No Reason                | 金月龍之介         | 殿勝秀樹       | 橋本光夫 まついひとゆき | 夕澄慶英          | 2003年 1月2日   |
| Last Mission7  | Jeepstar                 | 佐藤和治           | 橋本光夫       | 大西景介                | 佐野隆雄          | 1月9日          |
| Last Mission8  | Instant Karma            | 金月龍之介         | まついひとゆき | 園田雅裕                | 外崎春雄 橋本英樹 | 1月16日         |
| Last Mission9  | Mellow Candle            | 佐藤和治           | 殿勝秀樹       | 小倉宏文                | 南伸一郎          | 1月23日         |
| Last Mission10 | Velvet Underworld        | 金月龍之介         | 山中英二       | 岸誠二                  | 佐野隆雄          | 1月30日         |
| Last Mission11 | Piece Of Heaven          | 佐藤和治           | 桐生みさき     | 小林智樹                | 小菅和久          | 2月6日          |
| Last Mission12 | Epitaph                  | 佐藤和治           | まついひとゆき | 園田雅裕                | 南伸一郎          | 2月13日         |
| Last Mission13 | Tomorrow                 | 金月龍之介         | まついひとゆき | まついひとゆき          | 小林利充          | 2月20日         |

#### 収録ビデオ・DVD
| 巻 | 発売日         | 収録話         | 特典 |
| -- | -------------- | -------------- | --- |
| -  | 2002年12月21日 | 第1話          | ユニットWeiß ナビゲーショントーク映像、イベント&プロモーション映像、ノンテロップOP・ED映像 限定生産で、劇中でアヤが着用しているスカーフを再現した「特製Weißスカーフ」封入 |
| 1  | 2003年1月24日  | 第1話 - 第3話  | 『見えるRadio Weiß II』第1話、MUSIC CLIP「Epitaph」 |
| 2  | 2003年2月21日  | 第4話・第5話   | 『見えるRadio Weiß II』第2話、MUSIC CLIP「Interstellar Soul〜星空のソウル〜」                                                                                             |
| 3  | 2003年3月21日  | 第6話・第7話   | 『見えるRadio Weiß II』第3話、MUSIC CLIP「Honeyrider」 |
| 4  | 2003年4月25日  | 第8話・第9話   | 『見えるRadio Weiß II』第4話、MUSIC CLIP「Jeepstar」 |
| 5  | 2003年5月23日  | 第10話・第11話 | 『見えるRadio Weiß II』第5話、MUSIC CLIP「WHITE FLAMES」 |
| 6  | 2003年6月25日  | 第12話・第13話 | 『見えるRadio Weiß II』第6話、MUSIC CLIP「Tomorrow」 |

なお、全巻購入特典として、スペシャルDVDが応募・購入できた。

## OVA
ヴァイスクロイツ Verbrechen / Strafe
テレビアニメ『ヴァイスクロイツ』の最終話の後に続くストーリー。この続きとしてドラマCD『ヴァイスクロイツ Dramatic Precious』（全4巻）がある。
「Verbrechen（フェアブレッヒェン）」（1999年11月25日発売）、「Strafe（シュトラーフェ）」（2000年2月23日発売）の2話で完結（DVD版（2000年9月27日発売）には2話同時収録）。タイトルはそれぞれドイツ語で「罪」と「罰」の意。

### スタッフ（OVA）
- 原案 - 子安武人
- 原作 - 子安武人 & Project Weiß
- 監督 - 木村真一郎
- 脚本 - 大川俊道
- キャラクターデザイン・作画監督 - 柳沢テツヤ
- 美術 - 森川裕美
- 色彩設計 - 笛吹康二
- 撮影 - 山口仁、宇津畑隆
- 編集 - 瀬山武司
- 音楽 - 山中紀昌
- 音響 - 菊田浩巳
- プロデューサー - 富岡信夫、菊池晃一、頼経康史
- アニメーション制作 - アニメイトフィルム、トライアングルスタッフ
- 製作 - NECインターチャネル、マリン・エンタテインメント

### 主題歌（OVA）
オープニングテーマ「No Reason」
作詞 - 相田毅 / 作曲・編曲 - 西岡和也 / 歌 - 子安武人、関智一、三木眞一郎、結城比呂
エンディングテーマ「Mellow Candle」
作詞 - 相田毅 / 作曲・編曲 - 西岡和也 / 歌 - 子安武人、関智一、三木眞一郎、結城比呂

## CDドラマ
時系列はマリン・エンタテインメントの「ヴァイスクロイツ グリーエン 特設ページ」内ヴァイス・ヒストリーより照合。
ヴァイスクロイツ Dramatic Image Album
- I（1997年6月21日発売） / II（1997年8月21日発売）

サブタイトルは「The Eternal Angel」。アニメ第1期第1話より前のエピソードを2枚に分け、ヴァイスのキャラクターソングを4曲ずつ収録。
- III SCHWARZ I（2000年6月28日発売）
- IV SCHWARZ II（2000年7月26日発売）

OVAより後の発売。「シュバルツ」を主軸に置いた、アニメ第1期より後のエピソードを2枚に分け、シュバルツのキャラクターソングを2曲ずつ収録。その他、主題歌として、ZAZELの曲が1曲ずつ収録されている。
ヴァイスクロイツ Dramatic Collection
- I The Holy Children（1997年10月21日発売）
- II ENDLESS RAIN（1998年6月21日発売）
- III Kaleidoscope Memory（1998年10月21日発売）

それぞれが独立したアニメ第1期中のエピソード。1枚ごとにストーリーが完結しており、Iはケンの、IIはアヤの、IIIは百恵さんの過去をフィーチャーしている。紫苑、桔梗はIIで初登場。
ヴァイスクロイツ Dramatic Precious
- 1st STAGE SLEEPLESS NIGHT（1999年4月21日発売）
- 2nd STAGE TEARLESS DOLLS（1999年6月21日発売）
- 3rd STAGE HOPELESS ZONE（1999年8月21日発売）
- Final STAGE DREAMLESS LIFE（1999年10月21日発売）

OVAの後に続く一連のストーリー。2代目ヴァイスとその司令役が登場。また、2ndから斎上が登場。なお、1st、Finalにはアヤの夢の中に桔梗が登場している。
クラッシャーズ Knight & Ran
- クラッシャーズ Knight & Ran（1999年3月21日発売）
- クラッシャーズ Knight & Ran II 〜海に眠る夢〜（2000年10月25日発売）

『Dramatic Collection』II、後に発売された『Wish A Dream Collection』IIIより後、アヤが東京のクラッシャーズに一時的に配属され、ミッションをこなす話。2枚目では、ナイトの妹・太陽が登場。1枚目の時は関連ラジオ番組が放送されていた（1枚目のスペシャルエディションにDisc2として再編集した物を収録）。2枚とも、主題歌はナイト役の関俊彦とZAZELが1曲ずつ担当。
ヴァイスクロイツ Wish A Dream Collection
- I Flower of Spring（2001年6月27日発売）
- II A four-leaf Clover（2001年8月22日発売）
- III THE ORCHID under THE SUN 太陽の蘭（2001年10月24日発売）
- IV FIRST MISSION（2001年12月19日発売）

それぞれが独立したアニメ第1期中のエピソード。Iにはマンクスの高校時代の同級生・心美（ここみ、声 - かないみか）が登場。IIは「犬」にまつわる4人の過去が、IIIは対馬クリティカァ時代のアヤと太陽の出会いがメイン。IVは4人がヴァイスを結成して初めてのミッションのエピソード。
ヴァイスクロイツ グリーエン
- DRAMA ALBUM Weiß kreuz Glühen Fight Fire With Fire（2002年9月20日発売）

アヤたちが恒婭学園に潜入するまでの話。『Dramatic Precious』でのヴァイス解散から2年が経過していることが明かされる。キョウが登場。
- DRAMA ALBUM Weiß kreuz Glühen II Theater Of Pain（2003年3月21日発売）
- タイトルには「Glühen」とあるが、実はアニメ第1期第1話の直前、「Dramatic Image Album」I・IIの後の話。よって2代目ペルシャやマンクスが健在。4人はある事情からイタリアでミッションをこなすことに。
- このほか、アニメ『グリーエン』のサウンドトラック2枚（2003年2月21日、2003年5月23日発売）それぞれに、ミニドラマ「Shadows & Lights」[26]、「Jazz Me Blues」[27]が収録されている。

## サウンドトラック
ヴァイスクロイツ
- Weiß kreuz TV ANIMATION SOUND TRACK

1998年9月21日発売。ボーナス・トラックとして主演4人による新曲を収録。
ヴァイスクロイツ グリーエン
- Weiß kreuz Glühen Dramatic Soundtracks I

2003年2月21日発売。ボーナス・トラックとしてオリジナルミニドラマを収録。
- Weiß kreuz Glühen Dramatic Soundtracks II

2003年5月23日発売。ボーナス・トラックとしてTVシリーズのサイドストーリーとなるオリジナルドラマを収録。

## 関連書籍
漫画
- Weiß-AN ASSASSIN AND WHITE SHAMAN（作画：つちやきょうこ、2巻）

イラスト集を兼ねた単行本。蘭・彩の父親の職業（不動産業を営む社長）、彩にそっくりなのが那岐など、キャラクターの設定が一部異なる。
1巻 - 1998年5月20日発売、2巻 - 1998年12月20日発売。
- Weiß Side B（作画：大峰ショウコ、5巻）

『グリーエン』後の話。未完。
1巻 - 2003年7月15日発売、2巻 - 2003年12月15日発売、3巻 - 2004年6月15日発売、4巻 - 2005年2月15日発売、5巻 - 2006年4月25日発売。
アニメ関連
- GAKKEN MOOK アニメディアスペシャル ヴァイスクロイツ（学習研究社）

1999年1月1日発売。アニメ第1期のVHSジャケットやドラマCDのジャケットなどのカラーイラストを中心にアニメ第1期の設定資料などを収録。
- ヴァイスクロイツ フィルムブック・ストーリーズ&キャラクターズ（新書館）

1999年8月10日発売。アニメ第1期本編のストーリーやキャラクター詳細をカラーで収録。
- GAKKEN MOOK アニメディアスペシャル ヴァイスクロイツ OAV編（学習研究社）

2000年4月30日発売。アニメ第1期のVHSジャケットやドラマCDのジャケットの残り、OVAの詳細なストーリー解説や、設定資料などを収録。その他、OVAとドラマCD『Dramatic Precious』の合間にあったエピソードを描いた書き下ろし短編（作：河原ゆうじ、イラスト：あさぎ桜）、子安とプロデューサーである菊池晃一の対談も収録されている。
- All that Weiß - A collection of all Weiß stories,for all Weiß fans（ムービック）

2000年5月1日発売。アニメ第1期（OVA含む）の用語辞典やドラマCD・アニメのストーリー解説、初期設定などのデータを収録。

## PCアクセサリー
- Weiß kreuz Collection

1999年4月24日発売。Windows 95/98、Mac対応。

## Weiß

### ディスコグラフィ

#### シングル
|      | 発売日        | タイトル          | 規格品番  | オリコン 最高位 | 備考 |
| 8cm  | 8cm           | 8cm               | 8cm       | 8cm             | 8cm |
| ---- | ------------- | ----------------- | --------- | --------------- | --- |
| 1st  | 1998年1月21日 | Beautiful Alone   | MMDM-1001 |                 | ドラマCD初期のエンディング主題歌。後にアニメ第1期の前期エンディングにも使われた。C/W「Oh Mercy」はアニメ第1期第10話の挿入歌になった。                                      |
| 2nd  | 1998年5月21日 | Velvet Underworld | MMDM-1002 |                 | アニメ第1期の前期オープニング。ドラマCD初期に使われたものとは録音が異なる。C/W「最後の晩餐（New Arrange Version）」は、アルバム『Glühen』収録曲のアレンジ違い。            |
| 3rd  | 1998年8月5日  | Piece Of Heaven   | MMDM-1003 |                 | アニメ第1期の後期オープニング。C/W「Instant Karma」はドラマCDの主題歌になった。                                                                                            |
| 4th  | 1998年8月21日 | It's Too Late     | MMDM-1004 |                 | アニメ第1期の後期エンディング。C/W「Jeepstar」はドラマCDの主題歌になった。                                                                                                 |
| 5th  | 2000年1月26日 | No Reason         | MMDC-1706 |                 | OVAのオープニング。C/W「Mellow Candle」はOVAのエンディングに使われた。発表が1998年の解散後だったため、唯一Weiß名義ではないCD。                                             |
| 12cm |               |                   |           |                 | |
| 6th  | 2003年1月24日 | Glühen            | MMCC-1029 |                 | アニメ第2期のオープニング。C/W「I Wonder」はユニット初の全て英語の歌詞。                                                                                                   |
| 7th  | 2003年1月24日 | Stone Roses       | MMCC-1030 |                 | アニメ第2期第12話までのエンディング。 |
| 8th  | 2003年6月25日 | Tomorrow          | MMCC-1038 |                 | アニメ第2期最終話のエンディング。C/W「Velvet Underworld 03」はアニメ第1期の前期オープニングを再編曲し、サビ以外を各人のソロにしたもの。アニメ第2期第10話の挿入歌になった。 |

#### アルバム
|                  | 発売日         | タイトル                        | 規格品番  | オリコン 最高位 | 備考                                         |
| ---------------- | -------------- | ------------------------------- | --------- | --------------- | -------------------------------------------- |
| 1st              | 1997年12月16日 | Glühen                          | MMCM-1005 |                 |                                              |
| 2nd              | 1998年3月21日  | Tanz Glühen                     | MMCM-1006 |                 |                                              |
| ミニ             | 1998年7月21日  | Schlag des Herzens              | MMCM-1009 |                 | 6曲入りミニアルバム。うち4曲は各人のソロ曲。 |
| 3rd              | 1998年12月16日 | Das Ewige Dasein                | MMCM-1012 |                 |                                              |
| 4th              | 2000年11月29日 | Die Bleibende Erinnerung        | MMCC-1022 |                 |                                              |
| 5th              | 2003年7月25日  | Tagesanbruch                    | MMCC-1031 |                 |                                              |
| ファンクラブ限定 | 2003年2月配布  | FRIEDENSVERTRAG CD Report Vol.1 | -         | -               |                                              |
| ファンクラブ限定 | 2004年3月配布  | FRIEDENSVERTRAG CD Report Vol.2 | -         | -               |                                              |

#### ライブビデオ
|     | 発売日                      | タイトル                  | 規格品番            | オリコン 最高位 | 備考                               |
| --- | --------------------------- | ------------------------- | ------------------- | --------------- | ---------------------------------- |
| 1st | 1998年7月5日                | Glühen Tour 1998          | MMVP-1001           |                 |                                    |
| 2nd | 1999年3月21日 2000年5月24日 | Glühen〜Das Ewige Dasein  | MMVP-1002 MMBV-1001 |                 | 当初はVHSで発売。後にDVDでも発売。 |
| 3rd | 2004年3月25日               | LAST LIVE 03 Tagesanbruch | MMBV-1012           |                 |                                    |

#### その他映像商品
- Music Clip Animation（1999年9月5日発売（規格品番：MMVP-1003）。後にDVDでも2000年8月23日に発売（規格品番：MMBV-1002））

### 写真集
- VOiCE of Weiß（1998年1月15日発売）
- Du Lügst（1998年2月28日発売）
- ピース（1999年1月1日発売。横浜で撮影された）

## ラジオ番組
- Weiß kreuz

KBS京都：毎週日曜日→毎週金曜日、1997年4月6日 - 1998年12月25日
TBCラジオ：毎週水曜日、1997年10月1日 - 1998年12月30日
- Weiß kreuz FM

AFM、FM群馬、RADIO BERRY、FM新潟、FM長野、FM石川、岐阜FM、FM三重、E-Radio、FM岡山、V-air、FM香川、FM徳島、FM愛媛、FM高知、FM佐賀、FMK、FM沖縄：毎週金曜日、2001年6月1日 - 2002年3月29日

### 収録CD

#### Weiß kreuz（AM）
- Weiß kreuz Radio Selection

1997年11月21日発売。
- Weiß kreuz Radio Selection II

1998年5月5日発売。2枚組。
- Weiß kreuz Radio Selection III

1999年2月21日発売。2枚組。

#### Weiß kreuz FM
- Weiß kreuz Radio Selection IV

2001年9月26日発売。
- Weiß kreuz Radio Selection V

2002年1月30日発売。
- Weiß kreuz Radio Selection VI

2002年10月25日発売。
- Weiß kreuz Radio Selection VII

2003年4月25日発売。